# Kanaipur
Kanaipur è una suddivisione dell'India, classificata come census town, di 6.298 abitanti, situata nel distretto di Hooghly, nello stato federato del Bengala Occidentale. In base al numero di abitanti la città rientra nella classe V (da 5.000 a 9.999 persone).

## Geografia fisica
La città è situata a 22° 42' 26 N e 88° 19' 31 E.

## Società

### Evoluzione demografica
Al censimento del 2001 la popolazione di Kanaipur assommava a 6.298 persone, delle quali 3.236 maschi e 3.062 femmine. I bambini di età inferiore o uguale ai sei anni assommavano a 608, dei quali 339 maschi e 269 femmine. Infine, coloro che erano in grado di saper almeno leggere e scrivere erano 5.109, dei quali 2.703 maschi e 2.406 femmine.